# Hailuoto
Hailuoto (suédois : Karlö) est une municipalité de Finlande, dans la région d'Ostrobotnie du Nord.

## Géographie
Située dans le nord du Golfe de Botnie, face à Oulu, la commune est totalement insulaire, l'île principale éponyme représentant environ 99 % de la superficie de la municipalité hors mer.
En plus des terres, la commune compte 880 km² de mer.
L'île est une des terres les plus récentes de Finlande. En effet, elle n'a émergé de la mer Baltique que très récemment, en raison de l'effet d'isostasie. Les parties les plus élevées sont sorties de l'eau environ vers l'an 300, l'île étant habitée à partir du XIe siècle par des peuplades venues notamment de l'Isthme de Carélie. Deux îles plus récentes de dizaines de km² chacune n'ont fusionné avec l'île principale (Luoto) que dans les années 1800.
L'île est séparée du continent (et des communes de Siikajoki et Oulunsalo) par un détroit de 6.8 km de large.
Il devrait se combler au cours des siècles à venir.
L'ile est desservie par la Seututie 816.
Un bac relie Hailuoto à Oulunsalo, il est remplacé en hiver par une route de glace.
Les autres communes limitrophes (maritimement parlant) sont Haukipudas au nord-est et Lumijoki au sud-est.

## Population
La courbe de population est assez originale. Au début du XXe siècle, la commune compte près de 2 500 habitants, vivant pour l'essentiel de la pêche. Ce nombre diminue très vite, 1 482 en 1957, l'exode des pêcheurs étant assez précoce.
Elle atteint un minimum en 1984 avec  896 habitants avant de remonter légèrement et d'être maintenant stabilisée.

## Galerie

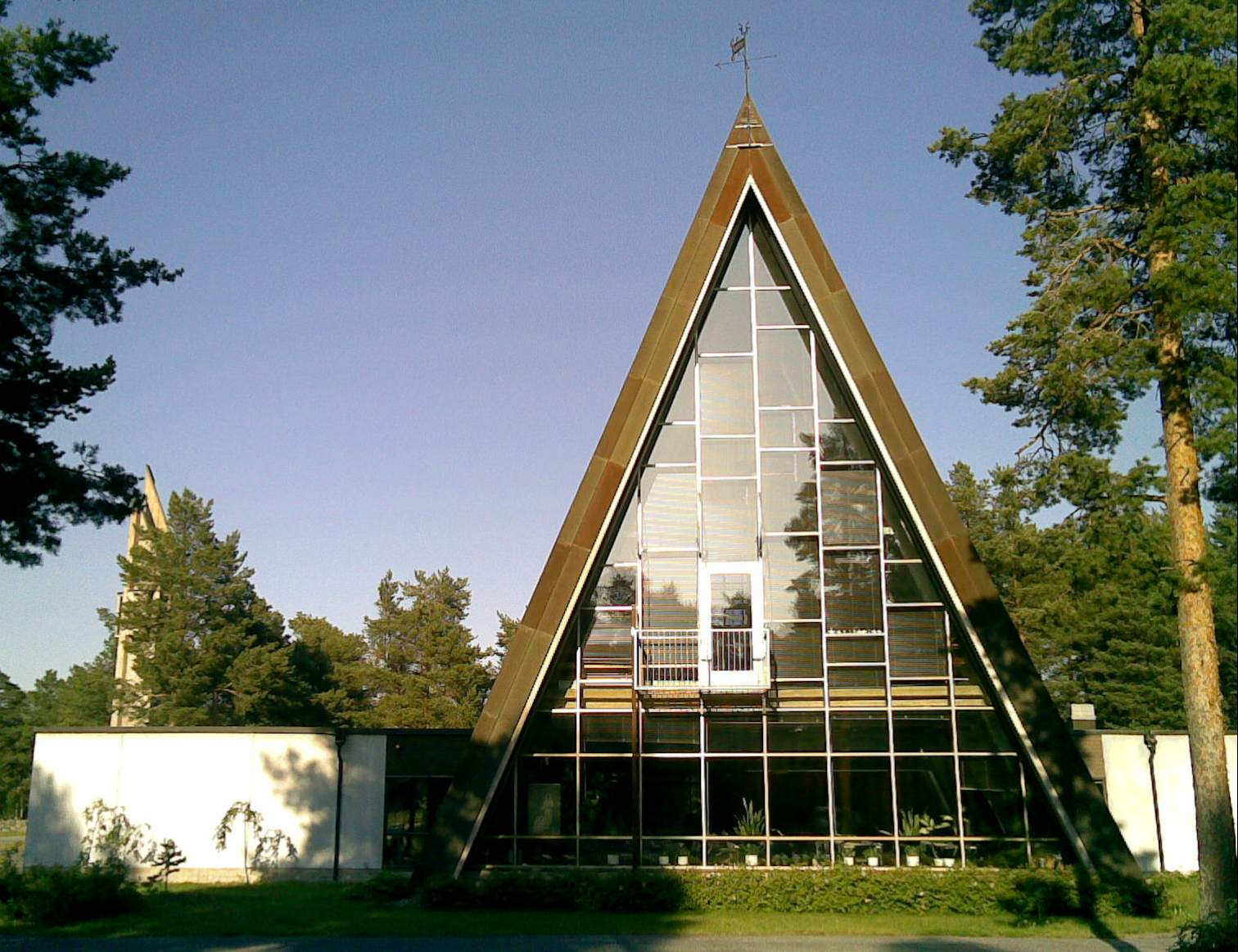
Église d'Hailuoto.
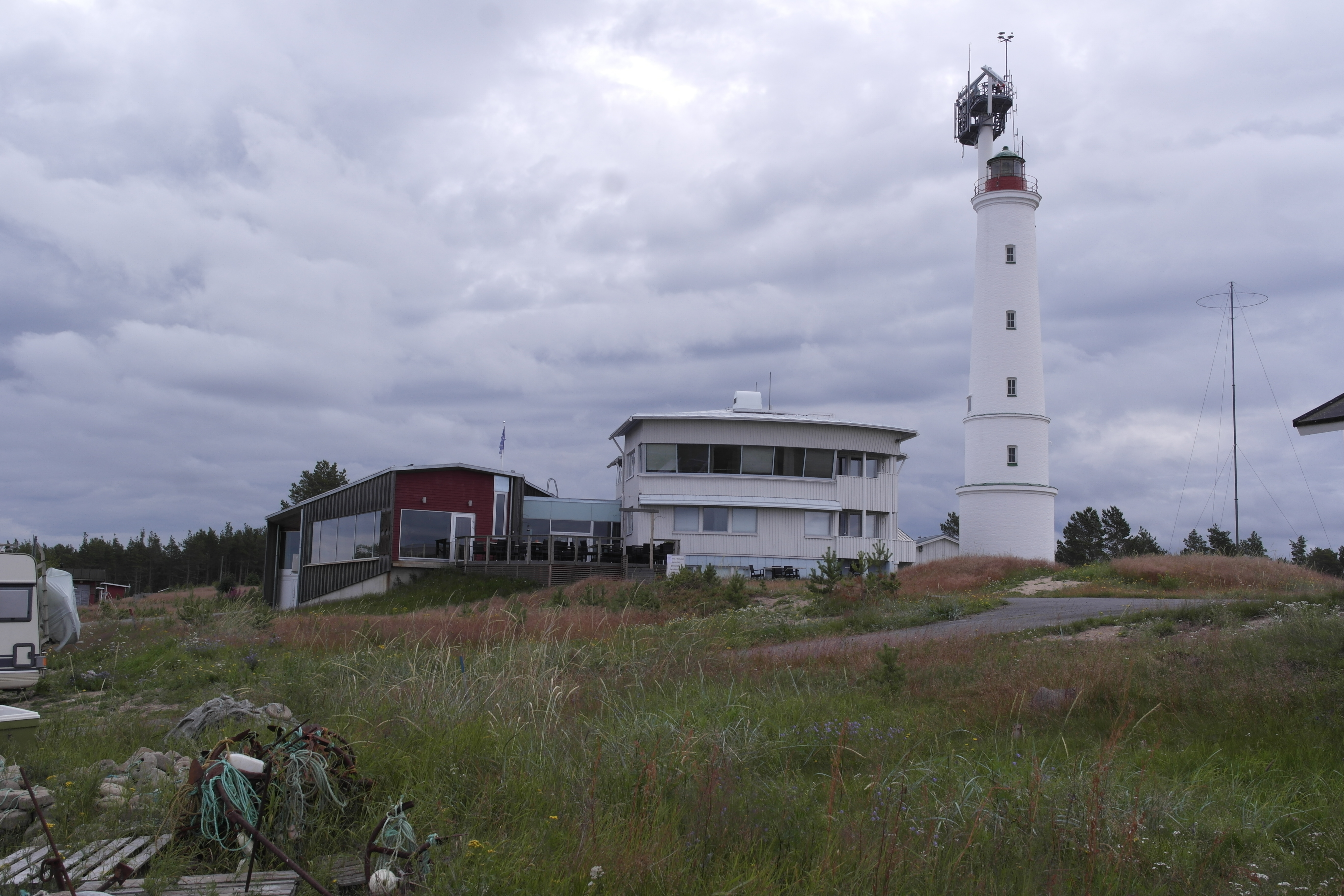
Le Phare de Marjaniemi et le Luotokeskus.
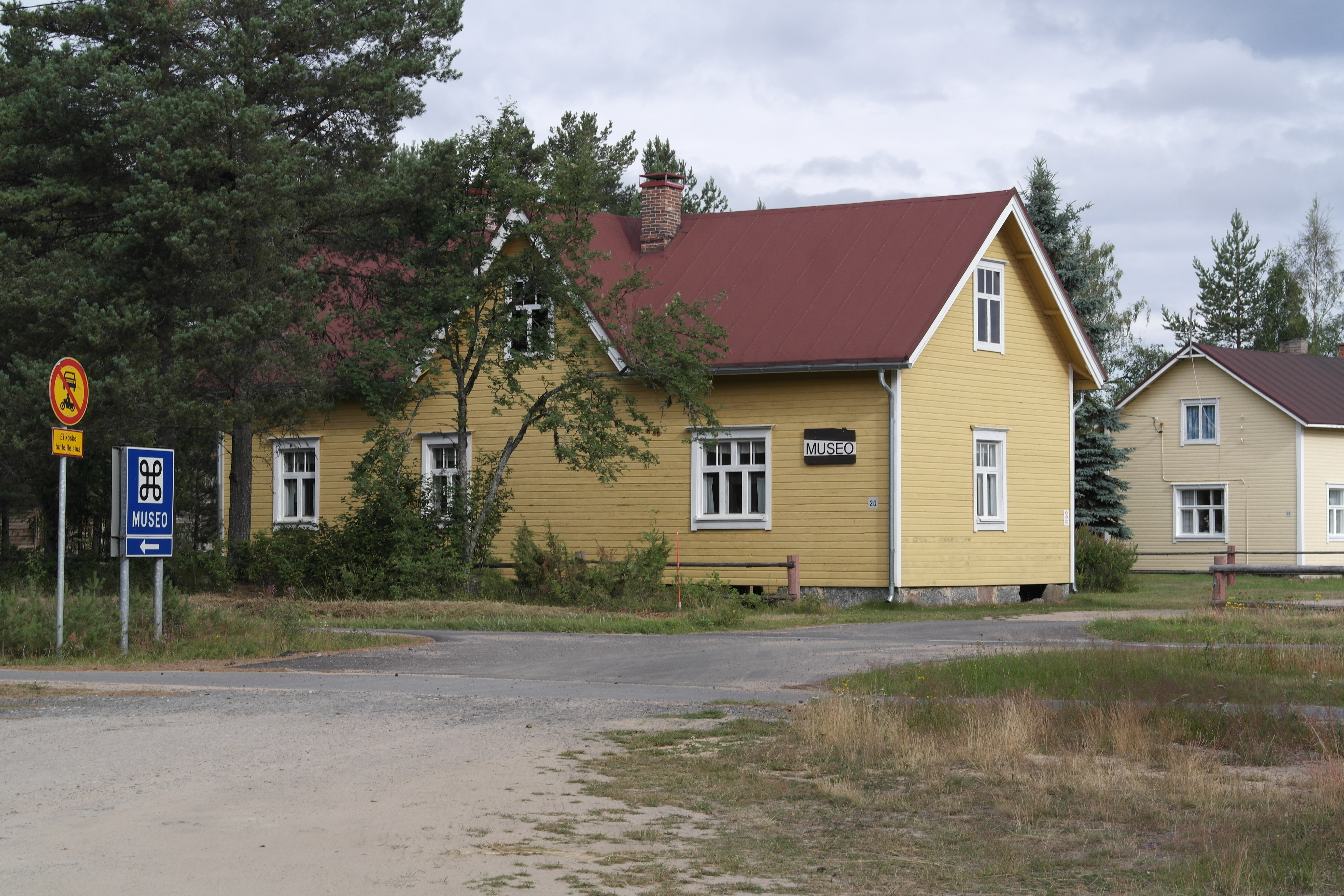
Musée de Kniivilä.

## Personnalités liées à la commune

### Naissance à Hailuoto
- Eero Sipilä (1918-1972), compositeur.